# Посольство Бразилії в Україні
Посольство Федеративної Республіки Бразилія в Києві (порт. Embaixada do Brasil em Quieve) — офіційне дипломатичне представництво Федеративної Республіки Бразилія в Україні, відповідає за розвиток та підтримання відносин між Бразилією та Україною.

## Історія посольства
Після проголошення незалежності Україною 24 серпня 1991 року Бразилія визнала Україну 26 грудня 1991 року. 11 лютого 1992 року між Україною та Бразилією було встановлено дипломатичні відносини. Юрисдикція Посольства Бразилії в Україні поширюється також, за сумісництвом, на Республіку Молдова. Посольство до переїзду на Андріївський узвіз, 7А, розміщувалося за адресою м. Київ, вулиця Боричів Тік, 22А

## Структура посольства
- Посол
- Радник-посланник
- Радник
- Віце-Консул, керівник Консульського відділу
- Провідний спеціаліст Комерційного відділу
- Політичний відділ
- Адміністративний відділ
- Секретаріат

## Посли Бразилії в Україні
1. Себастьян де Рего Баррос Нетто (Sebastião do Rego Barros Netto) (1991—1994)
2. Асдрубал Пінто де Уліссеа (Asdrubal Pinto de Ulysses) (1995—1998)
3. Маріо Аугусто Сантос (Mário Augusto Santos) (1998—2001)
4. Мораес Елдер Мартінс де (Helder Martins de Moraes) (2001—2003)
5. Ренато Луїз Родрігес Маркес (Renato Luiz Rodrigues Marques) (2003—2009)
6. Антоніо Фернандо Круз де Мелло (Antonio Fernando Cruz de Mello) (2009—2016)
7. Освалдо Біато Жуніор (Oswaldo Biato Junior) (2016—2020)[2]
8. Нортон де Андраде Мелло Рапеста (Norton de Andrade Mello Rapesta) (2020—2024)[3]
9. Рафаель де Мелло Відал (Rafael de Mello Vidal) (з 2024)[4]